# 青樹泉
青樹 泉（あおき いずみ、1月31日 - ）は、元宝塚歌劇団月組の男役。
東京都三鷹市、日本大学第二高等学校出身。85期生。愛称は「もりえ」。血液型A型。身長173cm。

## 来歴
宝塚受験サポートスタジオを利用してレッスンを積み、2度目の受験で合格。
1997年4月、宝塚音楽学校入学。85期生。
1999年4月、宝塚歌劇団入団。入団時の成績は40人中22番。雪組大劇場公演「再会／ノバ・ボサ・ノバ」で初舞台。同期には映美くらら、柚希礼音、桜一花、華形ひかる、十輝いりすなど。
1999年10月4日、月組へ配属される。
2005年、「エリザベート」で新人公演初主演。
2008年1月、バウワークショップ「ホフマン物語」でバウ初主演。前半の悪魔、後半のホフマンを演じた。
2012年4月22日、「エドワード8世/Misty Station」東京公演を最後に宝塚歌劇団を退団。

## 宝塚歌劇団時代の主な舞台出演
- 2003年11月～2004年3月、「薔薇の封印」新人公演：ロバート／エミール（本役：大空祐飛）
- 2004年4月～5月、バウホール・東京特別公演「愛しき人よ」ヨルク・シュバインシュタイガー
- 2004年6月～10月、「飛鳥夕映え／タカラヅカ絢爛II」国見／新人公演：中臣鎌足（本役：瀬奈じゅん他）
- 2004年11月、瀬奈じゅんコンサート「SENA!」
- 2005年2月～5月、「エリザベート」黒天使／新人公演：トート（本役：彩輝直）＊新人公演初主演
- 2005年7月～8月、バウホール公演「BourbonStreet Blues」（北翔海莉主演）DJ／デイモン／ギルバート（三役）
- 2005年9月～12月、「JAZZYな妖精たち／REVUE OF DREAMS」オーエン／新人公演：ウォルター（本役：霧矢大夢）
- 2006年2月、バウホール公演「想夫恋」高倉天皇
- 2006年5月～8月、「暁のローマ／レ・ビジュー・ブリアン」リガリウス
- 2006年10月、日生劇場公演「オクラホマ!」ウィル・パーカー
- 2007年1月～4月、「パリの空よりも高く／ファンシー・ダンス」バラニーグ
- 2007年5月～6月、バウホール・東京特別公演「大坂侍」田中数馬
- 2007年8月～11月、「MAHOROBA／マジシャンの憂鬱」ヒノカグツチ（MAHOROBA）／コルネール（マジシャンの憂鬱）
- 2008年1月、バウ・ワークショップ「ホフマン物語」前半：悪魔ほか／後半：ホフマン
- 2008年3月～7月、「ME AND MY GIRL」ボブ・バーキング
- 2008年9月、日生劇場公演「グレート・ギャツビー」トム・ブキャナン
- 2008年12月～2009年2月、「夢の浮橋／Apasionado!!」衛門督
- 2009年3月、ドラマシティ公演『SAUDADE』
- 2009年5月～8月、「エリザベート」ルドルフ／エルマー／シュテファン（役替わり）
- 2009年10月～12月、「ラストプレイ／Heat on Beat!」ローレンス　※大劇場公演中に怪我により一時休演、その後部分休演に引き下げ。
- 2010年2月、中日劇場公演「紫子／Heat on Beat!」風吹
- 2010年4月～7月、「THE SCARLET PIMPERNEL」アントニー・デュハースト
- 2010年9月～11月、「ジプシー男爵／Rhapsodic Moon」ホモナイ伯爵
- 2010年12月～2011年1月、ドラマシティ・東京特別公演「STUDIO 54」バド・ブーン
- 2011年3月～5月、「バラの国の王子／ONE－私が愛したものは…－」アンリ
- 2011年7月～10月、「アルジェの男／Dance Romanesque」ミッシェル
- 2011年11月～12月、全国ツアー公演「我が愛は山の彼方に／Dance Romanesque」玄喜
- 2012年2月～4月、「エドワード8世－王冠を賭けた恋－／Misty Station－霧の終着駅－」ブルース・ロッカート　退団公演
- 2012年3月、霧矢大夢ディナーショー「Grand Dreamer（グラン ドリーマー）」